# Pavlínov
Pavlínov (en allemand : Pawlinau) est une commune du district de Žďár nad Sázavou, dans la région de Vysočina, en République tchèque. Sa population s'élevait à 257 habitants en 2020.

## Géographie
Pavlínov se trouve à 10 km à l'ouest de Velké Meziříčí, à 21,5 km à l'est-sud-est de Jihlava, à 24,5 km au sud de Žďár nad Sázavou et à 133 km au sud-est de Prague.
La commune est limitée par Otín à l'est, par Horní Radslavice au sud-est, par Svatoslav au sud et à l'ouest, par Kamenice à l'ouest et par Chlumek au nord-ouest et au nord.

## Histoire
La première mention écrite de la localité date de 1479.

## Transports
Par la route, Pavlínov se trouve à 11 km de Velké Meziříčí, à 26 km de Jihlava, à 31 km de Žďár nad Sázavou et à 151 km de Prague.